# Astrosierra amblyconus
Astrosierra amblyconus är en ormstjärneart som först beskrevs av Hubert Lyman Clark 1909.  Astrosierra amblyconus ingår i släktet Astrosierra och familjen medusahuvuden. Inga underarter finns listade i Catalogue of Life.